# Georgia-Pacific Tower
Georgia-Pacific Tower (Джорджиа-Пасифик Тауэр) — офисный небоскрёб в Атланте, штат Джорджия, США. Имея высоту 212 метров занимает 6-ю строчку в списке самых высоких зданий города.
Небоскрёб имеет необычную форму «лесенки», облицован розовым гранитом, добытым в карьерах города Марбл-Фолс (штат Техас). Здание, как видно из названия, является штаб-квартирой компании Georgia-Pacific. Среди крупных арендаторов можно отметить McKinsey & Company и филиал художественного музея города (с 1986 года), кроме того, в небоскрёбе работает генеральное консульство Великобритании.
14 марта 2008 года Georgia-Pacific Tower незначительно пострадал от торнадо (было выбито несколько окон) — это был первый и пока последний торнадо, зарегистрированный в Даунтауне Атланты с начала регулярных метеорологических наблюдений, то есть с 1880-х годов.
В фильме «Вторжение в США» (1985) Georgia-Pacific Tower является местом кульминационной битвы между армией США и армией террористов.
Основные параметры
- Строительство: с 1979 по 1982 год
- Высота: 212,5 м
- Этажей: 52
- Архитектор: Skidmore, Owings & Merrill
- Застройщики: англ. J.A. Jones и H.J. Russell Company